# فأر جيبي رشيق
فأر جيبي رشيق (الاسم العلمي: Chaetodipus pernix) هو نوع من الحيوانات يتبع جنس فأر جيبي خشن من فصيلة الغوفرية.